# Owen Chase
Owen Chase (Nantucket, Massachusetts, 7 de octubre de 1797 - 7 de marzo de 1869) fue el primer oficial del ballenero Essex, conocido históricamente por haber sido embestido y hundido por un cachalote el 20 de noviembre de 1820. Chase escribió sobre aquel incidente en Narrativa del naufragio más extraordinario y angustioso del barco ballenero Essex. Este libro, publicado en 1821, inspiraría a Herman Melville a escribir Moby-Dick.

## Hundimiento deEssex
Como primer oficial del Essex, Chase, de 21 años, partió de Nantucket el 12 de agosto de 1819 en un viaje ballenero de dos años y medio. En la mañana del 20 de noviembre de 1820, un cachalote de alrededor de 30 metros embistió contra el Essex dos veces, que se hundió a 3.700 km de distancia al oeste de las costas América del Sur. Las islas conocidas más cercanas, las Marquesas, tenían más de 1200 millas (1931,2 km) al oeste y el capitán de Essex, George Pollard, tenía la intención de dirigirse hacia ellas, pero la tripulación, liderada por Chase, temía que las islas pudieran estar habitadas por caníbales y votó por seguir navegando hacia América del Sur. Incapaces de navegar contra los vientos alisios, los barcos tuvieron que navegar hacia el sur durante 1000 millas (1609,3 km) antes de que pudieran usar los Westerlies para virar hacia Sudamérica, que todavía estaría otros 3000 millas (4828,0 km) al este.
De los 21 balleneros que iniciaron la travesía, ocho sobrevivieron: tres que optaron por permanecer en una isla apenas habitable, y cinco en dos botes que intentaron llegar a Sudamérica. Durante el trayecto, se vieron obligados a recurrir al canibalismo para mantenerse con vida.

## Regreso a Nantucket
Junto con otros tres sobrevivientes del Essex, Chase regresó a Nantucket en el Eagle el 11 de junio de 1821 para descubrir que tenía una hija llamada Phoebe de 1 año y dos meses que nunca había visto. Más tarde se publicó en una revista un relato del regreso a casa. Una gran multitud se había reunido en los muelles para ver llegar a los supervivientes y, cuando desembarcaron, se separaron sin hacer ruido, donde continuaron hacia sus casas sin decir una palabra.
En cuatro meses y con la ayuda de un escritor fantasma, completó un relato del incidente: "La narrativa del naufragio más extraordinario y angustioso del barco ballenero Essex ; Herman Melville lo utilizó como inspiración para su famosa novela: Moby-Dick .

## Regreso al mar
En diciembre de 1821, Chase firmó contrato como primer oficial en el ballenero Florida, el cual zarpó el 20 de diciembre desde New Bedford, Massachusetts. La lista de tripulantes contiene la única descripción física existente de Chase: "24 años, cinco pies y 10 pulgadas, tez oscura y cabello castaño". Después de cazar ballenas en la misma zona donde se hundió el Essex, el barco regresó a New Bedford el 26 de noviembre de 1823. Chase fue recibido nuevamente por una hija que nunca había visto, Lydia, de 18 meses. El 14 de septiembre de 1824 nació William y la esposa de Chase, Peggy, murió dos semanas después. Nueve meses después, Chase se casó con Nancy Joy, la viuda de Matthew Joy, quien fue el primero de los sobrevivientes de Essex en morir. Dos meses después, Chase zarpó de nuevo como capitán del Winslow. El barco pescó los terrenos de Japón antes de continuar hacia el este para atracar brevemente en San Francisco para luego dirigirse hacia el Pacífico y finalmente regresar a New Bedford el 20 de junio de 1827. A mediados de agosto, Winslow zarpó hacia los bancos de Brasil, pero sufrió graves daños en una fuerte tormenta al sur de las Islas Canarias que también hundió dos barcos balleneros y dañó a  tres más. El barco se vio obligado a regresar a New Bedford, donde tardó nueve meses en repararse. El barco zarpó hacia los terrenos del Pacífico a mediados de julio de 1828 y regresó a principios de julio de 1830.
Habiendo vuelto relativamente rico por sus exitosos viajes balleneros, Chase permaneció dos años en Nantucket para supervisar la construcción de su propio ballenero, el Charles Carrol, en los astilleros de Brant Point. El barco zarpó el 10 de octubre de 1832 en un viaje de tres años y medio. Nueve meses después de que emprendiera viaje, su esposa dio a luz a una hija llamada Adeline, pero  murió varias semanas después. El hermano de Chase, Joseph, capitán de Catherine, fue informado de la tragedia varios meses después y le pasó la noticia a Chase cuando se encontraron en el Pacífico en agosto de 1834.

El barco ballenero regresó a Nantucket en marzo de 1836 y el 5 de abril Chase se casó con Eunice Chadwick. En agosto, Chase partió en otro viaje ballenero de tres años y medio. Dieciséis meses después, Eunice dio a luz a Charles. Herman Melville escribió sobre la noticia en su copia de la narrativa de Chase:
"Porque, mientras estaba en el Acushnet, nos enteramos por algún ballenero de que el capitán del "Charles Carrol" - es decir Owen Chase - había recibido recientemente cartas de su casa, informándole de la infidelidad segura de su esposa, madre de varios hijos, a quien aludí cuando me dio una copia de la narración de su padre para leer. También escuchamos que esta recepción de esta noticia había afectado mucho a Chase, y que estaba sumido en la más profunda tristeza ".".
Se sabe por el diario del barco que el Charles Carrol se encontró con el ballenero Hero, cuyo capitán era Reuben Joy, hermano de Matthew Joy de Essex, y que los dos barcos permanecieron juntos durante dos meses. Se especula que fue Joy quien le dijo que su mujer había dado a luz. El Charles Carrol atracó en Holmes Hole el 15 de febrero de 1840, donde Chase dejó el barco y viajó a Nantucket. Allí solicitó el divorcio el 18 de febrero, que le fue concedido el 7 de julio

## Jubilación
Dos meses después de divorciarse, Chase se casó por cuarta y última vez con Susan Coffin Chase. Nunca volvió a navegar. Los recuerdos de la terrible experiencia el Essex atormentaron a Chase, provocándole terribles dolores de cabeza y pesadillas. Más adelante en su vida, Chase comenzó a esconder comida en el ático de su casa de Nantucket en Orange Street y finalmente fue institucionalizado. Permaneció allí durante aproximadamente 8 años y posteriormente fue puesto en libertad.

## En la cultura popular
- En 2013, la película para televisión The Whale se transmitió en BBC One el 22 de diciembre de 2013, en la que un anciano Thomas Nickerson relató los eventos de Essex. Chase fue interpretado por Jonas Armstrong .
- En la película In The Heart of the Sea, dirigida por el ganador del Oscar Ron Howard, Chase fue interpretado por Chris Hemsworth.
- Un documental dramatizado, titulado La venganza de la ballena, ya había sido producido y transmitido el 7 de septiembre de 2001 por NBC. El personaje de Chase fue interpretado por el actor David Harbour .[8]

## Nota
1. ↑  Los Bancos de Brasil son el borde de la plataforma continental al este y al sur de la latitud 16°S en la costa de América del Sur.[6]